# Antonina Kriwoszapka
Antonina Władimirowna Kriwoszapka (ros. Антонина Владимировна Кривошапка; ur. 21 lipca 1987 w Rostowie nad Donem) – rosyjska lekkoatletka, specjalizująca się w biegu na 400 m.
Najważniejszym jej osiągnięciem jest srebro igrzysk olimpijskich w Londynie (2012). Ma ona na swoim koncie także brązowe medale mistrzostw świata w Berlinie (2009) i w Moskwie (2013), lecz w wyniku powtórnego przebadania próbek w 2017 roku medale te zostały jej odebrane. W tym samym sezonie zdobyła halowe mistrzostwo Europy w biegu na 400 m. Podczas mistrzostw Europy w Barcelonie, w 2010 roku  sięgnęła po brązowy medal w biegu na 400 metrów kobiet, oraz złoty medal w sztafecie 4 × 400 m.

## Osiągnięcia sportowe

### Igrzyska olimpijskie
| Miejsce | Dzień       | Rok  | Miejscowość | Konkurencja        | Czas biegu  | Strata   | Zwycięzca           |
| ------- | ----------- | ---- | ----------- | ------------------ | ----------- | -------- | ------------------- |
| 6.      | 5 sierpnia  | 2012 | Londyn      | bieg na 400 m      | 50,17 s     | + 0,62 s | Sanya Richards-Ross |
| 2.      | 11 sierpnia | 2012 | Londyn      | Sztafeta 4 x 400 m | 3:20,23 min | + 3,36 s | Stany Zjednoczone   |

### Mistrzostwa świata
| Miejsce | Dzień       | Rok  | Miejscowość | Konkurencja        | Czas biegu  | Strata   | Zwycięzca           |
| ------- | ----------- | ---- | ----------- | ------------------ | ----------- | -------- | ------------------- |
| 3.      | 18 sierpnia | 2009 | Berlin      | bieg na 400 m      | 49,71 s     | + 0,71 s | Sanya Richards-Ross |
| DSQ     | 23 sierpnia | 2009 | Berlin      | Sztafeta 4 x 400 m | 3:21,64 min | + 3,81 s | Stany Zjednoczone   |
| 4.      | 29 sierpnia | 2011 | Daegu       | bieg na 400 m      | 50,66 s     | + 1,10 s | Amantle Montsho     |
| DSQ     | 3 września  | 2011 | Daegu       | Sztafeta 4 x 400 m | 3:19,36 min | + 1,27 s | Stany Zjednoczone   |
| DSQ     | 12 sierpnia | 2013 | Moskwa      | bieg na 400 m      | 49,78 s     | + 0,37 s | Christine Ohuruogu  |
| DSQ     | 17 sierpnia | 2013 | Moskwa      | Sztafeta 4 x 400 m | 3:20,19 min | –        | –                   |

### Mistrzostwa Europy
| Miejsce | Dzień      | Rok  | Miejscowość | Konkurencja        | Czas biegu  | Strata   | Zwycięzca      |
| ------- | ---------- | ---- | ----------- | ------------------ | ----------- | -------- | -------------- |
| 3.      | 30 lipca   | 2010 | Barcelona   | bieg na 400 m      | 50,10 s     | + 0,21 s | Tatiana Firowa |
| 1.      | 1 sierpnia | 2010 | Barcelona   | Sztafeta 4 x 400 m | 3:21,26 min | -        | -              |

## Rekordy życiowe
Stadion
| Konkurencja        | Data         | Miejsce    | Czas  |
| ------------------ | ------------ | ---------- | ----- |
| Bieg na 400 metrów | 5 lipca 2012 | Czeboksary | 49,16 |

Hala
| Konkurencja        | Data           | Miejsce | Czas  |
| ------------------ | -------------- | ------- | ----- |
| Bieg na 400 metrów | 15 lutego 2009 | Moskwa  | 50,55 |